# 貝肖爾 (北卡羅萊納州)
貝肖爾（英語：Bayshore）是位於美國北卡羅萊納州新漢諾威縣的普查規定居民點。

## 人口
根據2020年美國人口普查的數據，貝肖爾的面積為6.25平方千米，當中陸地面積為6.10平方千米，而水域面積為0.15平方千米。當地共有人口3833人，而人口密度為每平方千米613.28人。